# ماجدة عبد الوهاب
ماجدة عبد الوهاب (1962-8 أبريل 1992)، مُغنية مغربية راحلة.

## حياتها
كان الظهور الأول لها عام 1979 على خشبة المسرح البلدي بمدينة الدار البيضاء في حفل تكريم لعبد الوهاب الدكالي بمناسبة مرور 20 عام على مسيرته الفنية ولم يكن عمرها آنذلك يتجاوز 16 عاما.

## الوفاة
توفيت في 8 أبريل 1992 عن عمر يناهز 30 عامًا اثر حادثة سير مروع على الطريق المؤدية إلى مدينة القنيطرة وكانت رفقة زوجها سيدي أحمد القادري الحسني.